# 妙善寺 (岡山市)
妙善寺（みょうぜんじ）は、岡山県岡山市北区津島本町にある日蓮宗不受不施派の寺院。

## 歴史
南北朝時代、大覚妙実が真言宗福輪寺を日蓮宗に改宗。寛文7年（1667年）岡山藩の寺院整理（寛文法難）で廃寺、無住となる。宝永5年（1708年）残る堂宇も破却される。明治10年（1877年）津島教会所として故地に再建。明治30年（1897年）復称。大正14年（1925年）現在の本堂が再建された。

## 境内
- 本堂　大正14年（1925年）再建、平成17年（2005年）大修理。
- 客殿　明治30年（1897年）再建。
- 庫裡　明治30年（1897年）再建。
- 書院　明治30年（1897年）再建。
- 宝蔵　明治30年（1897年）再建。

## 参考資料
- 日蓮宗寺院大鑑編集委員会『宗祖第七百遠忌記念出版 日蓮宗寺院大鑑』大本山池上本門寺 (1981年)
- 岡山市史編集委員会『岡山市史』岡山市（1968年）

## 関連資料
- 宮崎英修『不受不施派の源流と展開』平楽寺書店（1969年）
- 景山尭雄『日蓮宗不受不施派の研究』立正大学仏教学会（1956年）